# Waveboard

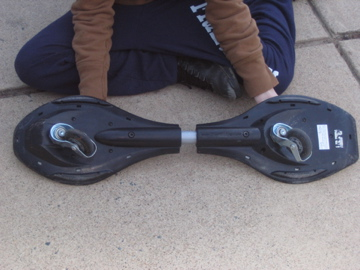
Bodem van een waveboard

Een waveboard is een board met twee wielen, verwant aan een skateboard. Het board bestaat uit twee smalle platforms, die met behulp van een veer met daaromheen een aluminium of metalen buis aan elkaar zijn verbonden. Elk platform heeft een eigen wiel dat onafhankelijk van het andere wiel kan draaien. Beide wielen zijn bevestigd aan een schuin aflopende metalen caster, in een hoek van ongeveer 30°, die richting de achterkant van het board staan.

## Beweging
Vanwege de unieke constructie van het waveboard heeft het rijden meer weg van surfen dan van skateboarden. De stand van de benen blijft loodrecht op de lengte-as van het board, en de voeten hoeven niet van het board af om te kunnen versnellen. Tijdens het rijden is het ook mogelijk om te carven, door gebruik te maken van heel-and-toe side bochten (zie sturen).
Bij het op gang komen wordt eerst de voorste voet op het voorste gedeelte van het board gezet. Met de achterste voet wordt afgezet waarna deze voet op het achterste platform van het board geplaatst wordt. De achterkant en de voorkant van het board kunnen afzonderlijk van elkaar om de lengte-as draaien. Hierdoor is het mogelijk om te sturen en zelfs voort te bewegen, zonder de voeten van het board af te halen.
Om het board te kunnen kantelen is het vereist dat enerzijds de achterste voet of anderzijds beide voeten, van de ene naar de andere kant schuiven. Hierdoor wordt het board vooruit bewogen bij de buitenzijde van de duwbeweging, voordat de voet in de andere richting gebracht wordt. In principe is de beweging vergelijkbaar met het voortbewegen bij rolschaatsen, in tegenstelling tot bijvoorbeeld de beweging van een skateboarder. De voortstuwende beweging op een waveboard is een draaiende beweging van de heupen en benen en heeft iets weg van dansen met een partner, waarbij iedere stap en beweging zorgvuldig berekend is. 
De reden dat met behulp van deze beweging snelheid wordt gemaakt, ligt in het feit dat elk wiel in een hoek van 30°, aan de onderkant van elk afzonderlijk draaiend platform, is bevestigd. Door elk platform naar een kant te duwen wordt het board opwaarts geduwd door de rotatie van de wielen tegen de helling van de bevestigde punten. Het gewicht duwt het board naar beneden, waardoor de wielen weer in een rechte positie komen te staan. Om die wielen te kunnen laten rollen, dienen de wielen in de rechte positie te staan, zodoende wordt een voorwaartse beweging gecreëerd. Hoogteverschil is nauwelijks merkbaar gedurende het rijden op een waveboard, tenzij het board te hard over de verticale as gedraaid wordt, waardoor je tijdelijk uit balans raakt.

## Het plaatsen van de voeten
De positie van de voeten op een waveboard is zeer belangrijk, vanwege het feit dat elk wiel onder een voet rust gedurende het rijden. De voorste voet staat in het midden van het voorste platform, zodat met de achterste voet kan worden afgezet en snelheid wordt gecreëerd om het board in balans te kunnen houden. Het direct neerzetten van de achterste voet in de juiste positie, vergt daarom meer oefening. Bij beginners wordt daarom vaak een startpositie gehanteerd, waarbij één persoon de handen van de persoon op het board vasthoudt, om zodoende de balans op het board sneller te kunnen vinden.
Tijdens het rijden is het mogelijk om de positie van de voeten te veranderen, indien blijkt dat de voeten niet in de juiste positie staan. Hierdoor is het niet nodig om van het board af te stappen. Door de voeten iets op te tillen met behulp van een kleine sprongbeweging, kan de ideale positie op het board worden gezocht. Om niet uit balans te raken worden beide voeten tegelijk opgetild. Daarnaast wordt er gebruikgemaakt van een vlakke ondergrond en een normale snelheid, om de verplaatsing van de positie van de voeten gemakkelijker te maken.  

## Sturen
Om te kunnen sturen met een waveboard wordt met de voorste voet (het voorste platform van het board) naar de kant gedraaid waar de rijder naartoe wil, waarbij de achterste voet (het achterste platform) de tegenovergestelde kant op leunt. Door deze tegenovergestelde voetbeweging maakt het voorste wiel een boog met het achterste wiel. Hierdoor kunnen zeer scherpe bochten worden gemaakt, maar ook grote bochten. Bij het maken van bochten met hogere snelheid, wordt gebruikgemaakt van de zwaartekracht in het midden van het board, om zodoende ervoor zorg te kunnen dragen dat in een bocht de balans op het board blijft behouden. Echter, zoals bij alle voertuigen, is er een grens aan de combinatie van scherpe bochten en snelheid op een waveboard, zonder in de bocht over te kantelen. Om snelheid te kunnen behouden in de bocht, is het mogelijk om in de bocht kleine zwaaibewegingen te maken, die overeenkomstig zijn aan de beweging in een rechte lijn, maar dan relatief kleiner.

## Veiligheid
Het wordt aanbevolen om een helm, elleboog-, knie- en polsbescherming te gebruiken op een waveboard. Het kan verwondingen voorkomen wanneer vooral beginners meerdere keren op hun ellebogen, knieën, polsen, of zelfs een enkele keer op hun hoofd vallen. Deze voorzorgsmaatregelen verkleinen de kans op blessures, alsook klein tot ernstig letsel dat zou kunnen voorkomen bij de uitvoering van moeilijkere manoeuvres.

## Onderhoud
Een waveboard heeft een langere levensduur als het board op een droge plek wordt bewaard. Het kan voorkomen dat er zand of regen in het waveboard komt, vooral bij de casters en wielen. Als de casters kraken heeft dit te maken met het feit dat vuil of zand in de caster terecht is gekomen door bijvoorbeeld een losse rubberen beschermring. Dit probleem is te verhelpen door het schoonmaken en, indien nodig, vervangen van de casters.
Waveboard wielen slijten na verloop van tijd. Wieltjes op inline skates slijten vooral aan één kant (de binnenkant). Bij het waveboard slijten de wieltjes geleidelijk aan beide kanten. Het kan voorkomen dat het achterste wieltje sneller slijt dan het voorste wieltje. Door middel van het omwisselen van de wieltjes wordt zodoende de levensduur van één waveboard wielen-set aanzienlijk verlengd.
De waveboard wieltjes zijn eenvoudig te vervangen met een inbussleutel. Het is daarbij van belang dat de lagers op de juiste wijze worden aangebracht.
De torsiebar kan na verloop van tijd een piepend geluid gaan maken, doordat de veer enigszins droog is geworden. Door middel van het spuiten van kruipolie in de torsiebar wordt dit verholpen.
De deckplates zijn zeer goed bestand tegen alle krachten die erop komen. Indien nodig kunnen de waveboard deckplates met een schroevendraaier worden vervangen.

## Herkomst
Het waveboard komt oorspronkelijk uit Amerika en is ontwikkeld door StreetSurfing, een fabrikant van sportartikelen die zich tevens kenmerkt als lifestylebedrijf. Het bedrijf is in 2004 gestart.